# Campeonato Asiático de Corta-Mato de 2009
A 10ª edição do Campeonato Asiático de Corta-Mato ocorreu no dia 1 de março de 2009 em Manama no Barém. A categoria por equipes foi constituída de três atletas para cada nacionalidade o que contou pontos na classificação final.

## Medalhistas
Esses foram os resultados do campeonato.
| Evento                      | Ouro                                 | Prata                            | Bronze                      |
| --------------------------- | ------------------------------------ | -------------------------------- | --------------------------- |
| Senior Masculino individual | Ahmad Hassan Abdullah · Catar        | Essa Ismail Rahed · Catar        | Felix Kikway Kibore · Catar |
| Senior Masculino por equipe | Catar                                | Bahrein                          | Índia                       |
| Junior Masculino individual | Gebre Alemu Bekele · Bahrein         | Edwin Chebii Kimurer · Bahrein   | Syota Hattory · Japão       |
| Junior Masculino por equipe | Bahrein                              | Japão                            | Iêmen                       |
| Senior Feminino individual  | Maryam Yusuf Jamal · Bahrein         | Mimi Belete · Bahrein            | Aya Nagata · Japão          |
| Senior feminino por equipe  | Japão                                | Bahrein                          | Índia                       |
| Junior Feminino individual  | Shitaye Eshete Habtegebrel · Bahrein | Tejito Daba Chalchissa · Bahrein | Aki Odagiri · Japão         |
| Junior Feminino por equipe  | Bahrein                              | Japão                            | Índia                       |

## Quadro de medalhas
| Ordem | País    | Ouro | Prata | Bronze |    |
| 1     | Bahrein | 5    | 5     | 0      | 10 |
| 2     | Catar   | 2    | 1     | 1      | 4  |
| 3     | Japão   | 1    | 2     | 3      | 6  |
| 4     | Índia   | 0    | 0     | 3      | 3  |
| 5     | Iêmen   | 0    | 0     | 1      | 1  |
| Total | Total   | 8    | 8     | 8      | 24 |